# DL Crucis
DL Crucis é uma estrela variável na constelação de Crux. Tem uma magnitude aparente de 6,24, sendo visível a olho nu apenas em excelentes condições de visualização. É uma estrela supergigante com um tipo espectral de B1.5 Ia e temperatura efetiva de 20 100 K, portanto emite luz de coloração azul-branca. Possui uma massa de 30 vezes a massa solar, um raio de 42 raios solares e está brilhando com 250 000 vezes a luminosidade solar.
A sonda astrométrica Gaia determinou para DL Crucis uma paralaxe de de 0,4107 ± 0,0226 milissegundos de arco, correspondendo a uma distância de aproximadamente 2 400 parsecs (7 900 anos-luz), com uma incerteza de 130 parsecs. Esse valor é inferior ao estimado anteriormente por métodos indiretos, de 3 300 parsecs.
DL Crucis é uma variável Alpha Cygni, com sua magnitude aparente variando entre 6,24 e 6,28 ao longo de um período de 2,8778 dias.

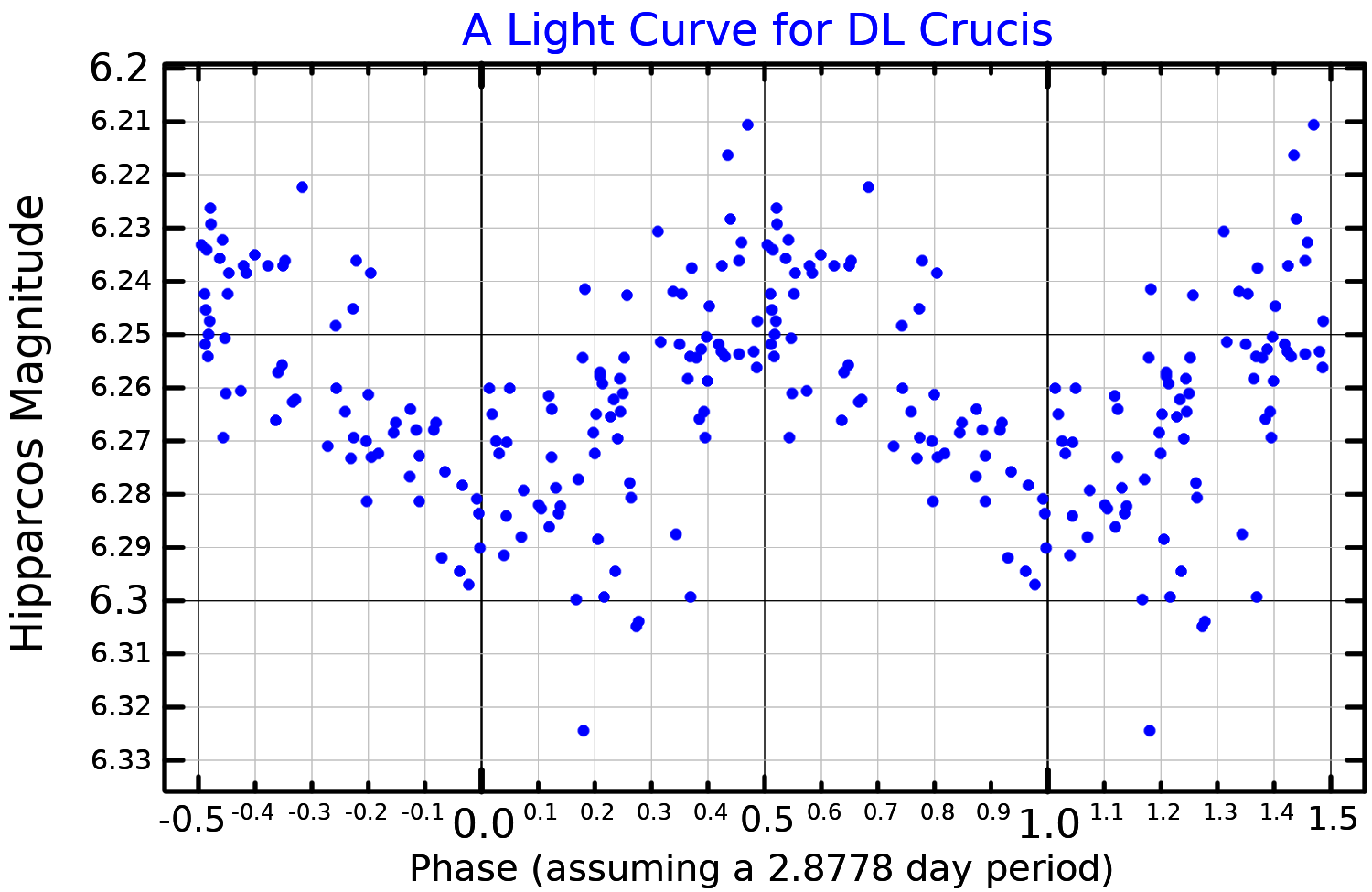
Curva de luz (dados da sonda Hipparcos) de DL Crucis assumindo um período de 2,8778 dias